# Ralph Siegel
Ralph Siegel (ur. 30 września 1945 w Monachium) – niemiecki kompozytor.

## Życiorys

### Wczesne lata
Jest synem Ralpha Marii Siegela (1911–1972), który był kompozytorem i właścicielem własnej wytwórni muzycznej, i Ingeborg Döderlein, śpiewaczki operowej.
W wieku pięciu lat zaczął grać na gitarze, fortepianie, perkusji i akordeonie. Niedługo później zaczął komponować i pisać pierwsze utwory. Następnie szkolił się w zakresie prowadzenia wytwórni, by po śmierci ojca przejąć jego zakład.

### Kariera
W 1973 lub 1974 założył własną wytwórnię muzyczną – Jupiter Records. W latach 1974–2017 skomponował 25 piosenek wykonanych podczas Konkursu Piosenki Eurowizji. Jeden z nich, „Ein bißchen Frieden”, nagrany przez niemiecką piosenkarkę Nicole, wygrał finał konkursu w 1982.
W lipcu 2010 został odznaczony Bawarskim Orderem Zasługi.

### Życie prywatne
Był trzykrotnie żonaty. W sierpniu 1975 poślubił Dunję Kreibich, z którą rozwiódł się w 1989. Miał z nią dwie córki: Giulię i Marcellę.
W latach 1992–2002 był mężem Dagmar Weber, z którą miał córkę Alanę. Para rozwiodła się po dwóch latach separacji.
31 października 2006 na Mauritiusie poślubił Kriemhild Jahn, z którą rozstał się w sierpniu 2014.
We wrześniu 2018 poślubił Laurę Käfer.

## Lista skomponowanych utworów eurowizyjnych
Poniższy spis został sporządzony na podstawie materiału źródłowego.
| Rok  | Tytuł                                    | Wykonawca                                                                         | Kraj       | Wynik                  |
| ---- | ---------------------------------------- | --------------------------------------------------------------------------------- | ---------- | ---------------------- |
| 1974 | „Bye Bye I Love You”                     | Ireen Sheer                                                                       | Luksemburg | 4. miejsce             |
| 1976 | „Sing Sang Song”                         | Les Humphries Singers                                                             | Niemcy     | 15. miejsce            |
| 1979 | „Dschinghis Khan”                        | Dschinghis Khan                                                                   | Niemcy     | 4. miejsce             |
| 1980 | „Theater”                                | Katja Ebstein                                                                     | Niemcy     | 2. miejsce             |
| 1980 | „Papa Pingouin”                          | Sophie & Magaly                                                                   | Luksemburg | 9. miejsce             |
| 1981 | „Johnny Blue”                            | Lena Valaitis                                                                     | Niemcy     | 2. miejsce             |
| 1982 | „Ein bißchen Frieden”                    | Nicole                                                                            | Niemcy     | 1. miejsce             |
| 1985 | „Children, Kinder, Enfants”              | Margo, Franck Olivier, Diane Solomon, Ireen Sheer, Malcolm Roberts, Chris Roberts | Luksemburg | 13. miejsce            |
| 1987 | „Lass die Sonne in dein Herz”            | Wind                                                                              | Niemcy     | 2. miejsce             |
| 1988 | „Lied für einen Freund”                  | Maxi & Chris Garden                                                               | Niemcy     | 14. miejsce            |
| 1990 | „Frei zu leben”                          | Chris Kempers i Daniel Kovač                                                      | Niemcy     | 9. miejsce             |
| 1992 | „Träume sind für alle da”                | Wind                                                                              | Niemcy     | 16. miejsce            |
| 1992 | „Soleil, soleil”                         | Geraldine Olivier                                                                 | Szwajcaria | dyskwalifikacja        |
| 1994 | „Wir geben ’ne Party”                    | Mekado                                                                            | Niemcy     | 3. miejsce             |
| 1997 | „Zeit”                                   | Bianca Shomburg                                                                   | Niemcy     | 18. miejsce            |
| 1999 | „Reise nach Jerusalem – Kudüs’e seyahat” | Sürpriz                                                                           | Niemcy     | 3. miejsce             |
| 2002 | „I Can’t Live Without Music”             | Corinna May                                                                       | Niemcy     | 21. miejsce            |
| 2003 | „Let’s Get Happy”                        | Lou                                                                               | Niemcy     | 11. miejsce            |
| 2006 | „If We All Give a Little”                | six4one                                                                           | Szwajcaria | 17. miejsce            |
| 2009 | „Just Get Out of My Life”                | Andrea Demirović                                                                  | Czarnogóra | 11. miejsce (półfinał) |
| 2012 | „The Social Network Song”                | Valentina Monetta                                                                 | San Marino | 14. miejsce (półfinał) |
| 2013 | „Crisalide (Vola)”                       | Valentina Monetta                                                                 | San Marino | 11. miejsce (półfinał) |
| 2014 | „Maybe”                                  | Valentina Monetta                                                                 | San Marino | 24. miejsce            |
| 2015 | „Chain of Lights”                        | Michele Perniola i Anita Simoncini                                                | San Marino | 16. miejsce (półfinał) |
| 2017 | „Spirit of the Night”                    | Valentina Monetta i Jimmie Wilson                                                 | San Marino | 18. miejsce (półfinał) |